# Вос, Харри
Харри Вос (нидерл. Harry Vos; 4 сентября 1946, Гаага — 19 мая 2010, Делфт) — нидерландский футболист, защитник.
Выступал в чемпионате Нидерландов за клубы «АДО Ден Хааг», ПСВ и «Фейеноорд». Несколько раз привлекался в национальную сборную. В финальном турнире Чемпионата мира 1974 года, когда голландцы выиграли серебро, он находился в запасе и ни разу не вышел на поле. В составе «Фейеноорда» в 1974 году выиграл чемпионат, и стал обладателем Кубка УЕФА.
Умер от рака 19 мая 2010 года.